# غرين ماونتن (كولورادو)
غرين ماونتن (بالإنجليزية: Green Mountain Falls, Colorado)‏ هي بلدة تقع في مقاطعة إل باسو، كولورادو بولاية كولورادو في الولايات المتحدة. تبلغ مساحتها 3 (كم²)، وترتفع عن سطح البحر 2364 م، بلغ عدد سكانها 640 نسمة في عام 2010 حسب إحصاء مكتب تعداد الولايات المتحدة .

## وصلات خارجية
- Green Mountain Falls Green Mountain Falls Colorado
- The US50 - Cities and Towns in Colorado State
- Colorado Cities and Towns, Facts, Map, Flag, Colleges, Government, and More